# 러시: 더 라이벌
러시: 더 라이벌(Rush)은 2013년 공개된 미국의 전기 스포츠 드라마 영화이다.

## 줄거리
영화는 1970년대 포뮬러 원(F1) 레이싱 세계를 배경으로, 제임스 헌트와 니키 라우다라는 두 드라이버의 치열한 경쟁을 그린다. 제임스 헌트는 거침없고 자신감 넘치는 인물인 반면, 니키 라우다는 냉철하고 기술적인 천재로, 연습과 정확성을 중시한다. 이들은 1970년 포뮬러 3 경기에서 처음 만나 경쟁을 시작하고, 라우다는 은행 대출을 받아 F1 팀에 합류한다. 헌트 역시 F1에 진출하지만 팀은 스폰서 부족으로 어려움을 겪고, 결국 맥라렌 팀으로 옮긴다.
1976년 시즌 초반, 라우다는 압도적인 기량을 선보이지만, 헌트 역시 스페인 그랑프리에서 우승하며 따라붙는다. 하지만 헌트의 차량이 규정 위반으로 실격 처리되고, 사생활 문제까지 겹쳐 위기에 처한다. 하지만 이후 실격 처분이 번복되면서 챔피언십 경쟁에 다시 뛰어든다. 한편, 라우다는 결혼 후 행복을 느끼면서도 레이서로서의 취약함을 우려하게 된다.
독일 그랑프리에서 폭우로 인해 경기가 취소될 위기에 처하자, 라우다는 선수 회의를 통해 경기를 취소하려 하지만, 헌트는 라우다가 유리한 상황을 이용하려 한다며 반박한다. 결국 경기는 강행되고, 라우다는 레이스 도중 사고로 심각한 화상을 입는다. 라우다가 부상 치료를 받는 동안, 헌트는 챔피언십 포인트를 따라잡지만, 죄책감을 느낀다. 라우다는 의사의 만류에도 불구하고 이탈리아 그랑프리에 복귀하며 투지를 불태운다.
시즌 최종전인 일본 그랑프리에서 폭우 속에서 헌트는 3위 이상을 기록하면 우승할 수 있는 상황이었다. 라우다는 경기가 너무 위험하다고 판단해 레이스를 포기하지만, 헌트는 힘겨운 경쟁 끝에 3위를 차지하며 1점 차이로 챔피언십을 차지한다. 헌트는 챔피언이 된 후 화려한 삶을 즐기지만, 라우다는 개인 비행에 관심을 가지며 새로운 삶을 모색한다.
시간이 흐른 후, 라우다는 헌트가 방탕한 삶으로 인해 성공을 이어가지 못하고 45세에 사망한 것을 회상하며, 자신과 극명하게 다른 성격과 치열한 경쟁이 서로를 자극했던 순간들을 떠올린다. 라우다는 헌트를 유일하게 질투했던 사람으로 기억하며 영화는 마무리된다.

## 배역
- 크리스 헴스워스 - 제임스 헌트
- 다니엘 브륄 - 니키 라우다